# Großsteingrab Stendyssegård (Frederikssund Kommune)
Das Großsteingrab Stendyssegård (auch Tørslev Marker Jættestue) ist eine megalithische Grabanlage der jungsteinzeitlichen Nordgruppe der Trichterbecherkultur im Kirchspiel Gerlev in der dänischen Kommune Frederikssund.

## Lage
Das Grab liegt südwestlich von Tørslev und nordöstlich der kleinen Siedlung Birkely am Südrand eines kleinen baumbestandenen Areals.

## Forschungsgeschichte
In den Jahren 1873 und 1942 führten Mitarbeiter des Dänischen Nationalmuseums Dokumentationen der Fundstelle durch. Eine weitere Dokumentation erfolgte 1984 durch Mitarbeiter der Forst- und Naturbehörde.

## Beschreibung
Die Anlage besaß ursprünglich eine wohl runde Hügelschüttung, die aber vollständig abgetragen ist. Auch von einer möglichen Umfassung sind keine Reste erhalten. Es sind zwei Grabkammern vorhanden, die etwa 8 m voneinander entfernt stehen. Beide sind als Ganggräber anzusprechen.
Die südliche Kammer ist nordost-südwestlich orientiert. Sie hat einen ovalen Grundriss und eine Länge von 4,4 m sowie eine Breite von 2,1 m. Die Kammer besteht aus zehn Wandsteinen. Von den ursprünglich drei Decksteinen ist noch einer erhalten. In der Mitte der südöstlichen Langseite befindet sich der Zugang zur Kammer. Ihm ist ein nordwest-südöstlich orientierter Gang mit einer Länge von mindestens 1,5 m und einer Breite zwischen 0,6 und 0,7 m vorgelagert. Der Gang weist sechs Wandsteine und einen Deckstein auf.
Die nördliche Kammer ist ebenfalls nordost-südwestlich orientiert. Sie hat einen ovalen Grundriss und eine Länge von 4,9 m sowie eine Breite von 2,2 m. Die Kammer bestand ursprünglich aus elf Wandsteinen, von denen noch neun erhalten sind. Von den ursprünglich fünf Decksteinen sind noch drei erhalten. In der Mitte der südöstlichen Langseite befindet sich der Zugang zur Kammer. Ihm ist ein nordwest-südöstlich orientierter Gang vorgelagert. Er ist stark zerstört, sodass seine Maße sich nicht mehr ermitteln lassen. Es ist nur ein Wandstein des Gangs zu sehen.